# Бродский, Моисей Соломонович
Моисей Соломонович Бродский (имя при рождении ― Моисе́й-Исаа́к Шу́лимович Бро́дский; 10 [22] августа 1896, Полтава ― июнь 1944, Ленинград) ― советский живописец и публицист.

## Биография
Моисей Бродский родился в Полтаве в 1896 году в семье мещанина Шулима Боруховича Бродского и его жены Хаи Моисей-Ицковны. В 1917 году окончил Одесское художественное училище. В декабре 1918 года состоялась первая экспозиция работ Бродского: он принял участие в выставке Общества независимых художников Одессы. С 1923 года жил и работал в Ленинграде. Трудился в Доме политического просвещения им. Плеханова художником, а затем ― в Доме политпросвета им. Герцена инструктором изобразительного искусства. Занимался плакатами и фотомонтажом, руководил монументально-оформительскими работами в заводских и фабричных клубах. Также писал статьи об искусстве живописи. Был художественным руководителем ленинградского творческого объединения ИЗОРАМ (Изобразительное искусство рабочей молодёжи), членом правления Дома художника. Стилистически работы Бродского были близки кубизму.
Во время Великой Отечественной войны с 1941 по 1943 год работал в качестве редактора по выпуску открыток. Скончался в Ленинграде в июне 1944 года от гипертонии.
Похоронен на Серафимовском кладбище (15 уч.).

## Некоторые работы

Могила Бродского на Серафимовском кладбище Санкт-Петербурга.

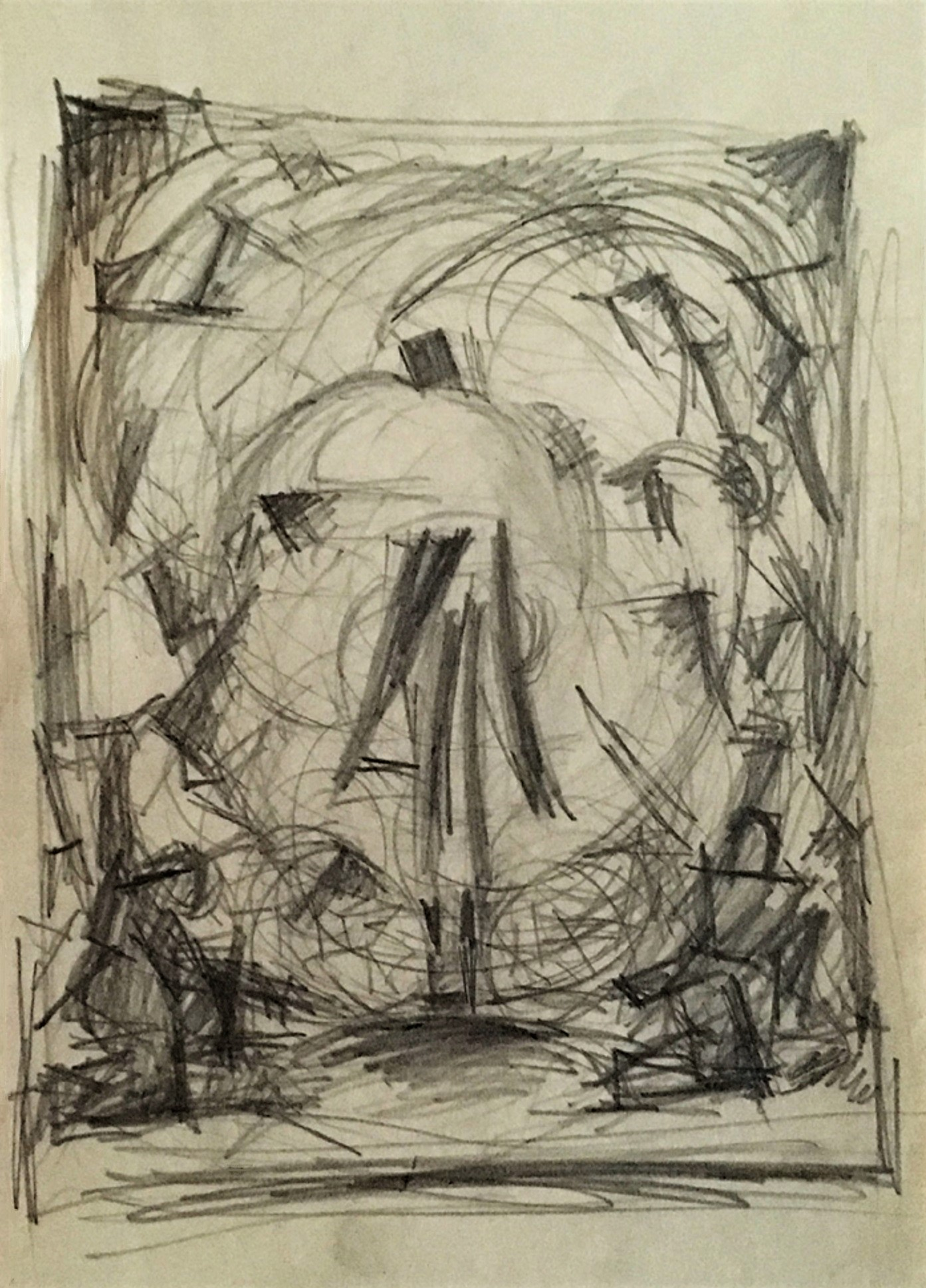
Композиция
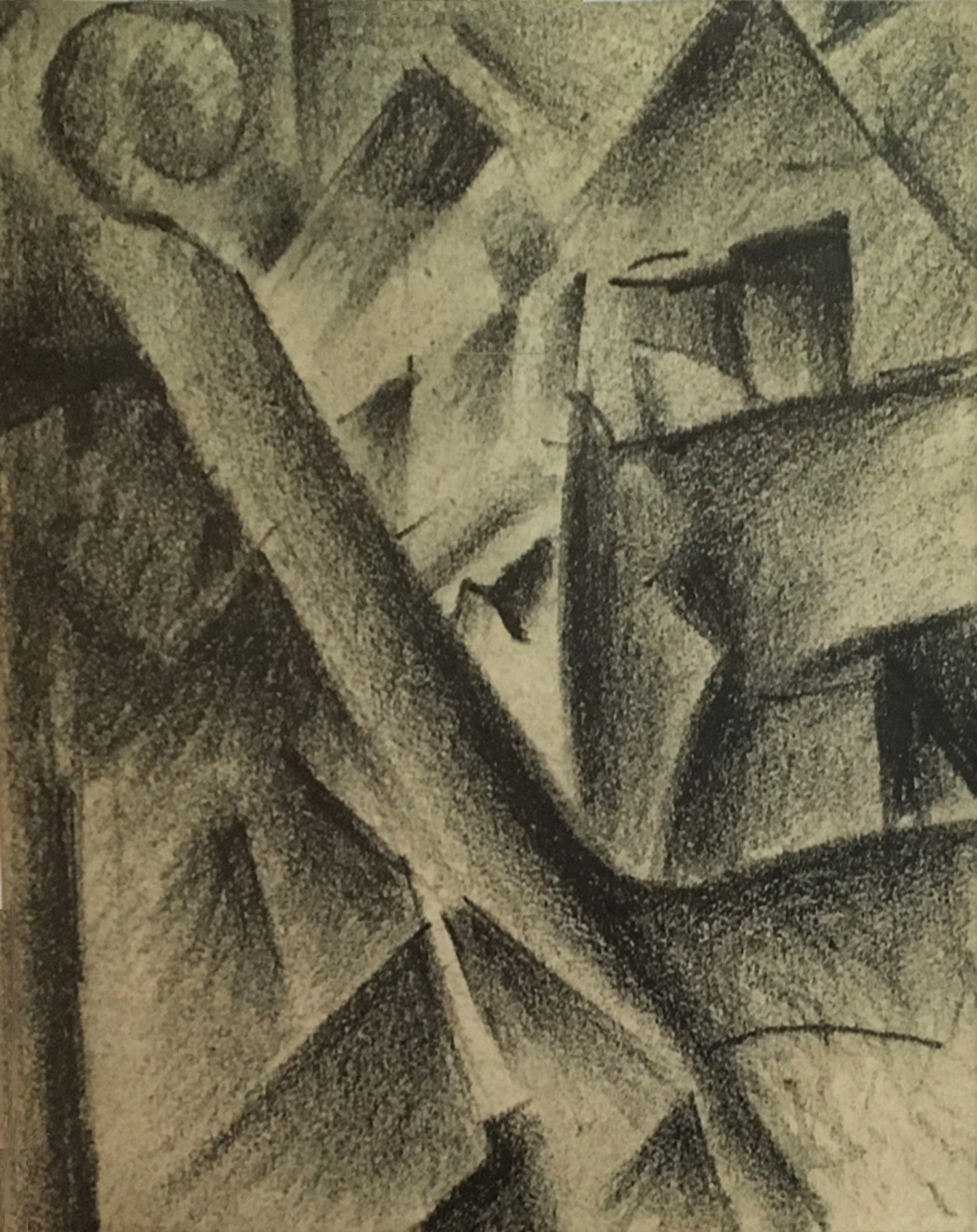
Кубистский пейзаж
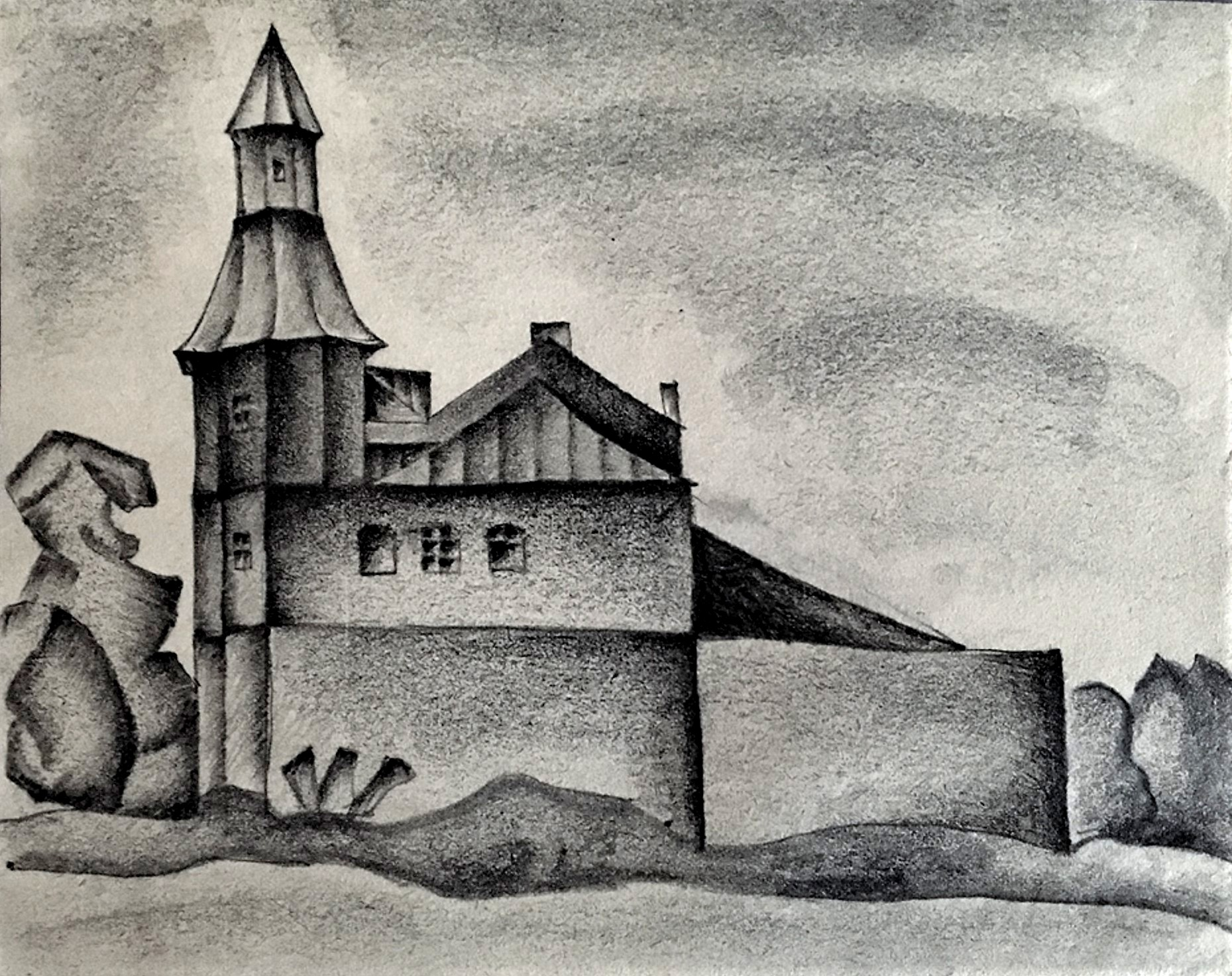
Крепость
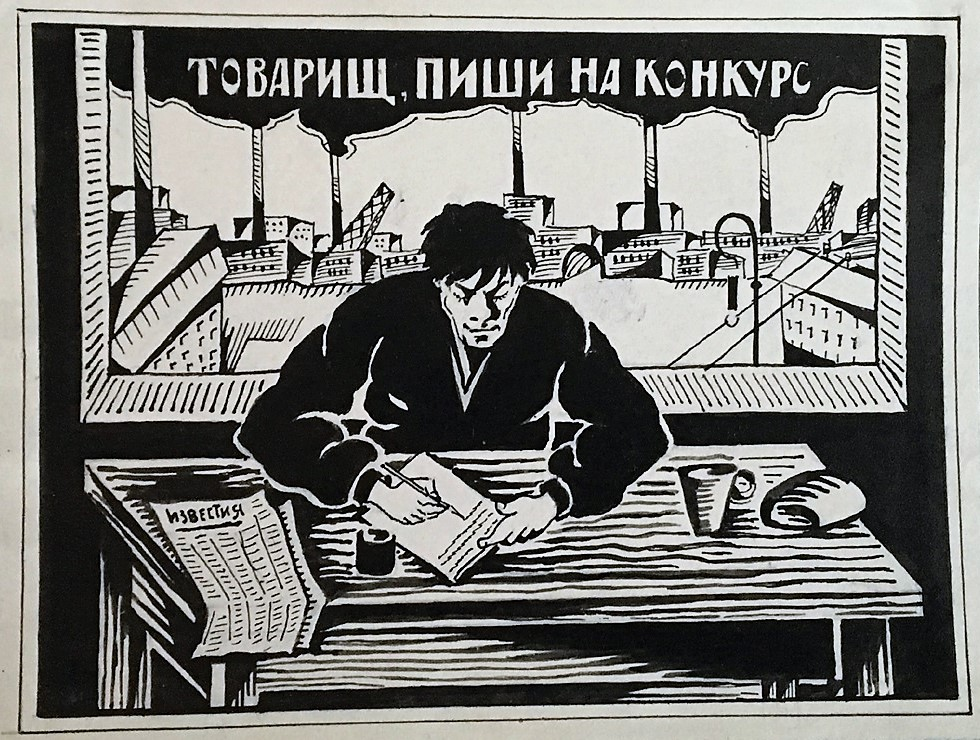
Пиши на конкурс